# Tádzsik Autonóm Szovjet Szocialista Köztársaság
A Tádzsik Autonóm Szovjet Szocialista Köztársaság (Tádzsik ASZSZK) (oroszul: Таджикская Автономная Социалистическая Советская РеспубликаТаджикская Автономная Социалистическая Советская Республика) az Üzbég Szovjet Szocialista Köztársaság autonóm köztársasága volt a Szovjetunión belül. 1924. október 27-én jött létre a Turkesztáni Autonóm Szovjet Szocialista Köztársaság felosztásával. Területén korábban a Horzemi és Buharai Népi Szovjet Köztársaságok, valamint a Turkesztáni ASZSZK osztozott. Népességi felosztás szempontjából a legtöbb tádzsikot sikerült az autonóm államba sikerült osztani, de nagyjából 100 000 tádzsik még így is a szomszédos államban rekedt. Többségük később Tádzsikisztánba költözött.
A Tádzsik ASZSZK fővárosa Dusanbe volt. 1929 októberében Shirinsho Shotemur kezdeményezésére a Tádzsik ASZSZK egy teljes jogú Szovjet Szocialista Köztársaság lett, Tádzsik SZSZK néven. Ugyanekkor az országhoz csatolták az eddig az Üzbég SZSZK-hoz tartozó Khujand régiót (a mai Sughd tartomány északi része Tádzsikisztánban). A fővárost, Dusanbét átnevezték Sztalinabadra a Sztálin iránti tisztelet jeléül. A főváros 1961-ig ezen a néven szerepelt a térképeken, majd visszakapta régi nevét.

## Fordítás
Ez a szócikk részben vagy egészben  a   Tajik Autonomous Soviet Socialist Republic című angol Wikipédia-szócikk ezen változatának fordításán alapul.  Az eredeti cikk szerkesztőit annak laptörténete sorolja fel. Ez a jelzés csupán a megfogalmazás eredetét és a szerzői jogokat jelzi, nem szolgál a cikkben szereplő információk forrásmegjelöléseként.